# Cyllopoda eurychoma
Cyllopoda eurychoma là một loài bướm đêm trong họ Geometridae.